# Medalles del Cercle d'Escriptors Cinematogràfics de 1996
La cerimònia de lliurament de les medalles del Cercle d'Escriptors Cinematogràfics de 1996 va tenir lloc el 19 de març de 1997 al cinema Lope de Vega de Madrid i fou presentada per Beatriz Carvajal i Emilio Gutiérrez Caba. Va comptar amb el patrocini de l'EGEDA, la Fundació per al Foment de la Cultura i de la Cinematografia, Precisa, Promocentro, U Films i Filmax.
Els premis tenien per finalitat distingir als professionals del cinema espanyol i estranger pel seu treball durant l'any 1996. Es van concedir les mateixes deu medalles de l'edició anterior. A més, es va concedir un premi homenatge a l'actor Luis Ciges.
La gran triomfadora de la nit fou El último viaje de Robert Rylands de Gracia Querejeta que va obtenir cinc medalles (millor pel·lícula, millor director, fotografia, muntatge i música). En recollir el premi el va dedicar a Jesús de Polanco, Juan Luis Cebrián i el consell d'administració de Sogecable.
Després del lliurament de medalles es va projectar en primícia la pel·lícula La nit cau sobre Manhattan de Sidney Lumet.

## Llista de medalles
| Categoria                    | Premiat                           | Labor premiada                    |
| ---------------------------- | --------------------------------- | --------------------------------- |
| Millor pel·lícula            | El último viaje de Robert Rylands | pel·lícula                        |
| Millor director              | Gracia Querejeta                  | El último viaje de Robert Rylands |
| Millor actriu                | Concha Velasco                    | Más allá del jardín               |
| Millor actor                 | Carmelo Gómez                     | El perro del hortelano            |
| Millor fotografia            | Antonio Pueche                    | El último viaje de Robert Rylands |
| Millor música                | Ángel Illarramendi                | El último viaje de Robert Rylands |
| Millor guió original         | Isabel Coixet                     | Coses que no et vaig dir mai      |
| Millor guió adaptat          | Rafael Pérez Sierra Pilar Miró    | El perro del hortelano            |
| Millor pel·lícula estranjera | Fargo                             | Pel·lícula                        |
| Premi revelació              | Alejandro Amenábar                | Tesis                             |
| Millor muntatge              | Nacho Ruiz Capillas               | El último viaje de Robert Rylands |
| Premi homenatge              | Luis Ciges                        | Trajectòria cinematogràfica       |